# Max Besuschkow
Max Besuschkow (Tubinga, 31 de maio de 1997) é um futebolista profissional alemão que atua como meia. Atualmente, está no Ingolstadt.

## Carreira
Max foi revelado pelo Stuttgart em 2012, mas só foi promovido em 2015. Ele foi contratado pelo Eintracht Frankfurt em 2017, por cem mil euros.

## Títulos
- Copa da Alemanha: 2016–17 (Vice-campeão)